# HTC Surround
HTC Surround (модельний номер — T8788, також відомий як HTC Spark, HTC Mondrian, HTC 7 Surround) — смартфон, розроблений компанією HTC Corporation, анонсований 11 жовтня 2010 року. Працює під управлінням операційної системи Windows Phone 7.

## Продажі
У США продажі смартфону почались 8 листопада 2010 року, розповсюджував апарат місцевий оператор мобільного зв'язку AT&T

## Цікаві факти
Приватною компанією iFixit смартфон HTC Surround був повністю розібраний і було знайдено слот розширення пам'яті microSD, у середині якої була картка пам'яті SanDisk на 16 Гб, попри те, що за офіційною інформацією такий слот відсутній.

## Огляд приладу
- Огляд HTC Surround [Архівовано 25 жовтня 2012 у Wayback Machine.] від Engaget (англ.)
- Огляд HTC Surround [Архівовано 25 грудня 2012 у Wayback Machine.] від Digital Trends (англ.)

## Відео
1. Перший погляд на HTC 7 Surround [Архівовано 23 вересня 2012 у Wayback Machine.] від HTC (англ.)
2. Відео огляд HTC Surround [Архівовано 22 вересня 2012 у Wayback Machine.] від PhoneArena (англ.)